# Ateliergemeinschaft Neue Schule
Die Ateliergemeinschaft Neue Schule (Karlsruhe) wurde 1978 als Ateliergemeinschaft Schule gegründet und ist eine der ältesten Ateliergemeinschaften Deutschlands. Sie findet sich seit 1984 in der Neue-Anlage-Str. 10 in Karlsruhe-Bulach.

## Geschichte
Am 9. September 1978 wurde die Ateliergemeinschaft „Die Schule“ in der Mathystr. 42 a in Karlsruhe, der ehemaligen Handelslehranstalt 2, gegründet. Die elf Mitglieder Norbert Hollerbach, Barbara Jäger, Achim Lennarz, Hans Th. Lüpke, Thilo Mechau, Claus D. Moor, OMI Riesterer, Hans Peter Reuter, Walter Schnebele, Herbert Zeiler waren Architekturstudenten, Maler, Fotografen und Modellbauer. Das Gebäude war ein altes Schulgebäude, das der Ateliergemeinschaft den Namen „Die Schule“ gab. Das Deutsche Rote Kreuz als damaliger Hausbesitzer kündigte den elf Künstlern nach sechs Jahren und baute das Gebäude zu Altenwohnungen um.
Zwei Mitglieder der Gruppe gründeten mit anderen Künstlern das Atelierhaus „Die Wilhelmshöhe“ in Ettlingen.
Sechs Mitglieder der Ateliergemeinschaft nahmen den Namen „Schule“ mit und bezogen 1984 in der Neue-Anlage-Str. 10 in Karlsruhe-Bulach die alte Dampfwäscherei Roll als „Atelierhaus Neue Schule“, das von der Stadt Karlsruhe zum Selbstrenovieren angeboten wurde. Eröffnet wurde das Atelierhaus am 9. September 1984.

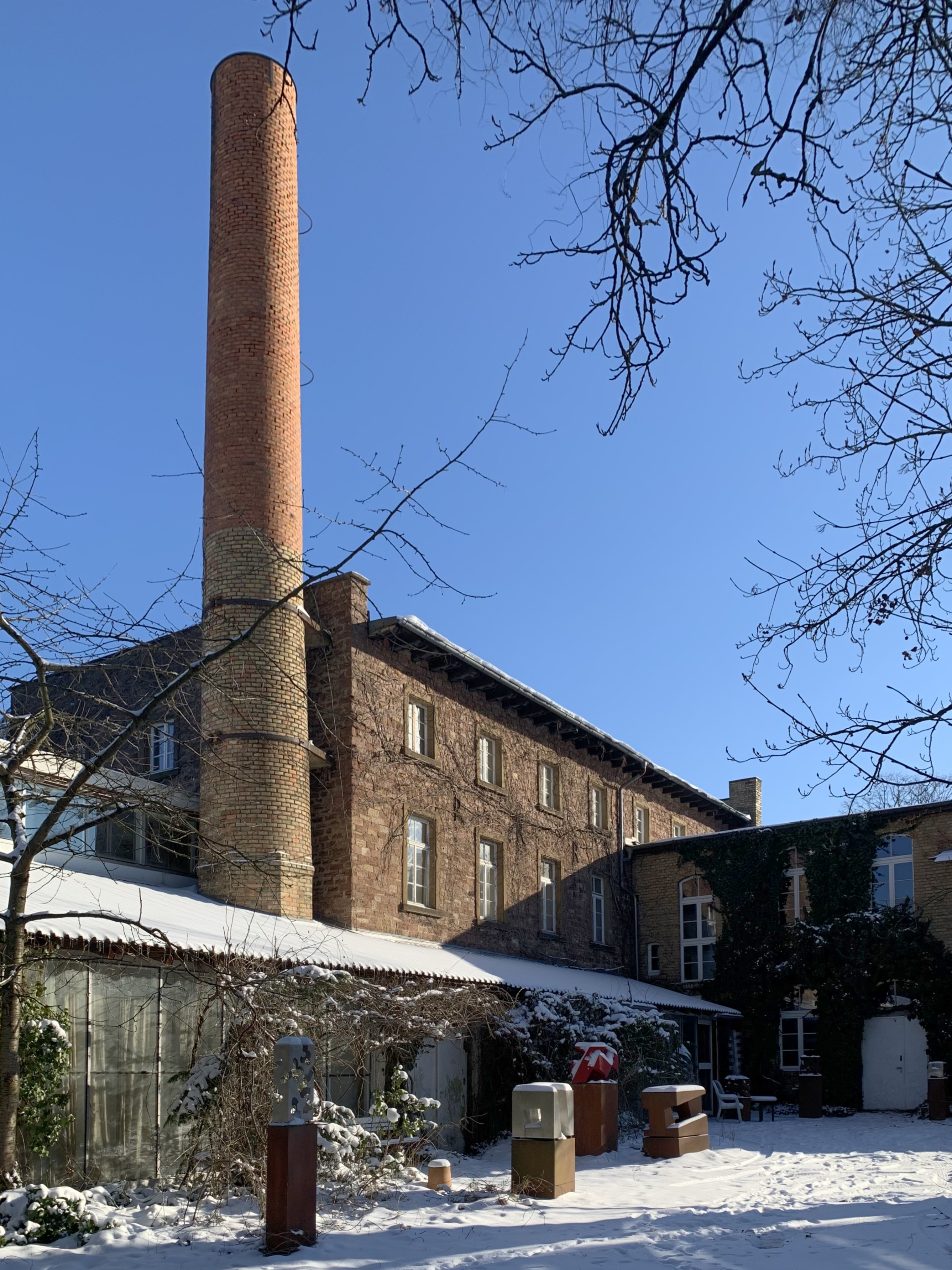
Atelierhaus Neue Schule, Neue-Anlage-Straße 10, Karlsruhe-Beiertheim-Bulach, ursprünglich Dampfwäscherei Roll

Auf Betreiben des Bürgervereins Bulach wurde das Gebäude 2013 unter Denkmalschutz gestellt (nach § 2 DSchG), womit es in die Liste der Kulturdenkmale im Stadtgebiet Karlsruhe aufgenommen wurde.
2024 arbeiten elf Kreative in der Ateliergemeinschaft, von den Gründungsmitgliedern waren im September 2024 noch Hollerbach, Jäger, Lennarz und Riesterer dabei.

## Aktivitäten (Auswahl)
- 1981 Landesgartenschau Baden-Baden[9][10]
- 1981 Hirschbrückenfest mit Hirschrennen[11]
- 1981 Hinterhofwettbewerb Karlsruhe[12]
- 1982 „Frühe Träume eines Architekten“, Ausstellung Rudolf Büchner, mit Katalog[13]
- 1984 „Bilder aus der Autobiographie von Franzsepp Würtenberger“, Ausstellung[14]
- 1987 „Saupeterbrunnen“. Brunnenwettbewerb Hohenwettersbach[15]
- 1990 Karlsruher Pyramide in Nancy auf dem Place Stanislas zur 35-jährigen Jumelage Karlsruhe-Nancy[16]
- 1999 Ausstellung von Schülern und Freunden zum 90. Geburtstag von Franzsepp Würtenberger mit der Publikation „Weltbilddenksystem und Kunstform“[17]